# Les Challenges de la Marche Verte 2012
Die 2. Challenges de la Marche Verte  fanden vom 16. bis zum 18. Februar 2012 in der marokkanischen Westsahara statt und führte durch die neun Provinzen Tiznit, Assa-Zag, Guelmim, Es Semara, Boujdour, Laâyoune, Tarfaya, Tan-Tan und Dakhla. 
Die Serie von drei Radsport-Eintagesrennen wurde vom königlichen marokkanischen Radsportverband (FRMC) in Zusammenarbeit mit der Radsportliga der Sahara organisiert war Teil der UCI Africa Tour 2012, wo die einzelnen Rennen jeweils in die Kategorie 1.2 eingestuft waren. Die drei Wettbewerbe waren zusammengenommen 420 Kilometer lang. Alle Rennen begannen in El Aaiún, wo auch das letzte Rennen endete. Ursprünglich sollten die Challenges de la Marche Verte schon Anfang November 2011 stattfinden, wurden dann aber kurzfristig in den Februar 2012 verlegt, wo sie den Auftakt des internationalen afrikanischen Radsportjahrs bildeten.
Das Teilnehmerfeld bestand aus zwölf nordafrikanischen und europäischen Mannschaften zu je sechs Fahrern.
Das erste Rennen der Challenges de la Marche Verte war der Grand Prix Sakia El Hamra am 16. Februar und wurde in El Aaiún gestartet. Nach 170 Kilometern erreichten die Fahrer die Ziellinie in Boujdour. 35 von 58 Fahrern erreichten das Ziel.
Das zweite Rennen der Challenges de la Marche Verte war der Grand Prix Oued Eddahab am 17. Februar. Auf dem Programm stand eine 100-Kilometer-Strecke zwischen El Aaiún und Tarfaya in Marokko, die auch durch den Ort Tah führte. 47 von 58 Fahrern erreichten das Ziel.
Das dritte und letzte Rennen der Challenges de la Marche Verte war der Grand Prix Al Massira am 18. Februar. Gestartet wurde der Wettbewerb in El Aaiún auf dem Foum El Ouad. Nach 140 Kilometern erreichten die Fahrer das Ziel, das ebenfalls in El Aaiún lag. 36 von 58 Fahrern erreichten das Ziel.

## Ergebnisse
Grand Prix Sakia El Hamra
|    | Fahrer                       | Nation   | Team                         | Zeit         | Punkte Africa Tour |
| -- | ---------------------------- | -------- | ---------------------------- | ------------ | ------------------ |
| 1. | Tarik Chaoufi (¢ 51,19 km/h) | Marokko  | Nationalmannschaft Marokko   | 3:19:16 h    | 40                 |
| 2. | Abdelatif Saadoune           | Marokko  | Nationalmannschaft Marokko   | gleiche Zeit | 30                 |
| 3. | Mouhssine Lahsaïn            | Marokko  | Nationalmannschaft Marokko   | gleiche Zeit | 16                 |
| 4. | Soufiane Haddi               | Marokko  | Regionalauswahl Nord-Marokko | + 0:29 min   | 12                 |
| 5. | Wolodymyr Bileka             | Ukraine  | Konya Torku Şekerspor        | gleiche Zeit | 10                 |
| 6. | Adil Jelloul                 | Marokko  | Nationalmannschaft Marokko   | gleiche Zeit | 8                  |
| 7. | Mohammed Said El Ammoury     | Marokko  | Nationalmannschaft Marokko   | gleiche Zeit | 6                  |
| 8. | Armands Bēcis                | Lettland | Rietumu-Delfin               | + 2:19 min   | 3                  |

Grand Prix Oued Eddahab
|    | Fahrer               | Nation   | Team                         | Zeit         | Punkte Africa Tour |
| -- | -------------------- | -------- | ---------------------------- | ------------ | ------------------ |
| 1. | Andris Smirnovs      | Lettland | Rietumu-Delfin               | 2:57:53 h    | 40                 |
| 2. | Tarik Chaoufi        | Marokko  | Nationalmannschaft Marokko   | gleiche Zeit | 30                 |
| 3. | Soufiane Haddi       | Marokko  | Regionalauswahl Nord-Marokko | gleiche Zeit | 16                 |
| 4. | Michael Jaeger       | Danemark | Nationalmannschaft Dänemark  | gleiche Zeit | 12                 |
| 5. | Karim El Oufir       | Marokko  |                              | gleiche Zeit | 10                 |
| 6. | Salah Eddine Mraouni | Marokko  |                              | + 0:07 min   | 8                  |
| 7. | Armands Bēcis        | Lettland | Rietumu-Delfin               | + 0:42 min   | 6                  |
| 8. | Essaïd Abelouache    | Marokko  |                              | gleiche Zeit | 3                  |

Grand Prix Al Massira
|    | Fahrer                   | Nation   | Team                         | Zeit         | Punkte Africa Tour |
| -- | ------------------------ | -------- | ---------------------------- | ------------ | ------------------ |
| 1. | Ismail Ayoune            | Marokko  | Nationalmannschaft Marokko   | 2:21:00 h    | 40                 |
| 2. | Essaïd Abelouache        | Marokko  |                              | gleiche Zeit | 30                 |
| 3. | Adil Jelloul             | Marokko  | Nationalmannschaft Marokko   | gleiche Zeit | 16                 |
| 4. | Tarik Chaoufi            | Marokko  | Nationalmannschaft Marokko   | + 0:10 min   | 12                 |
| 5. | Soufiane Haddi           | Marokko  | Regionalauswahl Nord-Marokko | gleiche Zeit | 10                 |
| 6. | Mohammed Said El Ammoury | Marokko  | Nationalmannschaft Marokko   | gleiche Zeit | 8                  |
| 7. | Michael Jaeger           | Danemark | Nationalmannschaft Dänemark  | gleiche Zeit | 6                  |
| 8. | Abdelatif Saadoune       | Marokko  | Nationalmannschaft Marokko   | gleiche Zeit | 3                  |